# John W. Davis (Politiker, 1873)

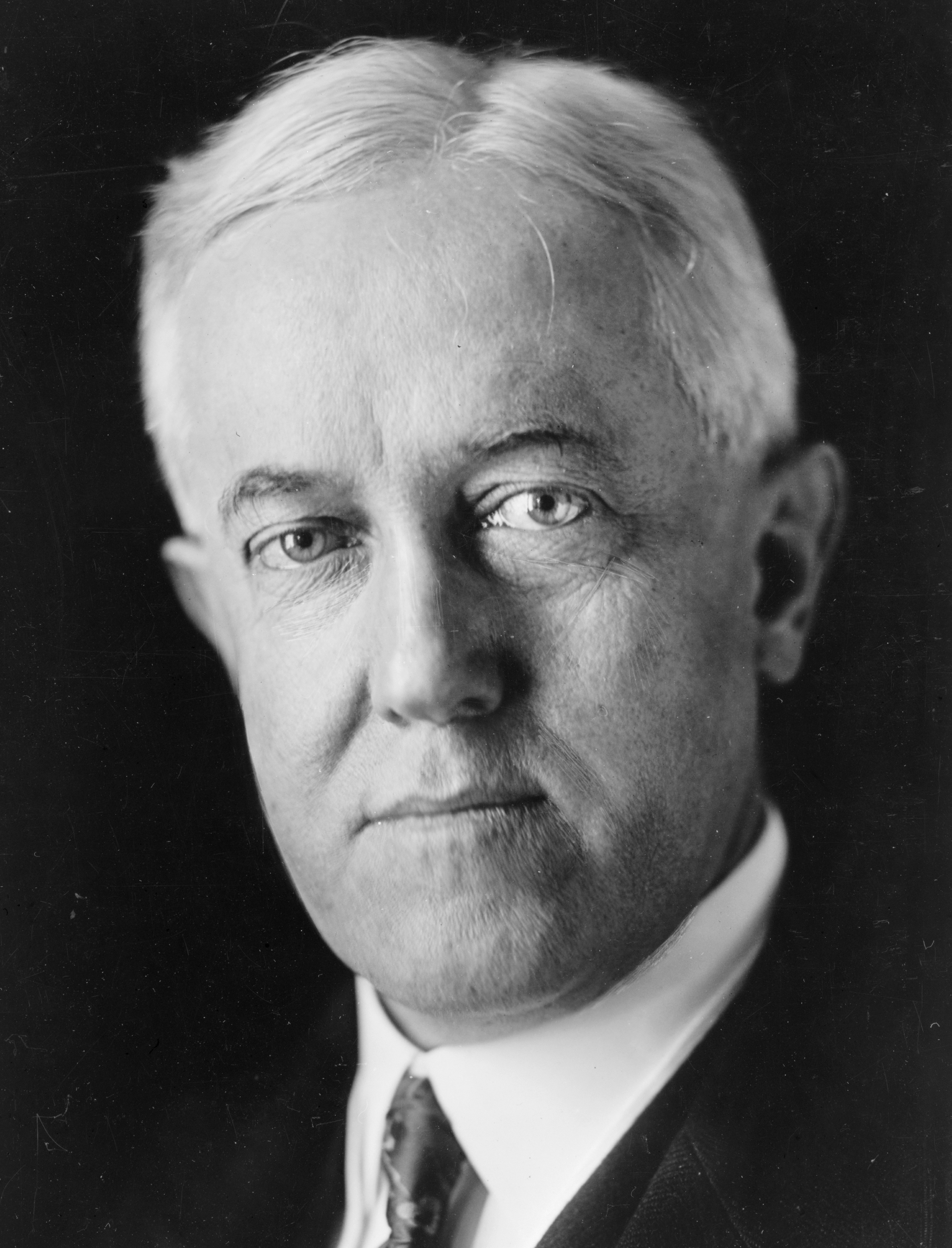
John W. Davis

John William Davis (* 13. April 1873 in Clarksburg, West Virginia; † 24. März 1955 in Charleston, South Carolina) war ein US-amerikanischer Politiker, Diplomat und Jurist. International bekannt wurde er als Präsidentschaftskandidat der Demokratischen Partei bei den Wahlen des Jahres 1924.
Sein Vater, der Rechtsanwalt John James Davis (1835–1916), war zunächst Abgeordneter im Abgeordnetenhaus von Virginia, später im Abgeordnetenhaus von West Virginia und schließlich im Repräsentantenhaus der Vereinigten Staaten. John Davis schloss 1895 sein Jurastudium an der Washington and Lee University in Lexington erfolgreich ab und trat anschließend in die Anwaltskanzlei seines Vaters in Clarksburg ein. 1896 nahm er einen Ruf als Professor an die Washington and Lee University an, gab diese Stellung jedoch 1897 zu Gunsten seiner praktischen Anwaltstätigkeit wieder auf. 1899 wurde er in das Abgeordnetenhaus von West Virginia gewählt, von 1911 bis 1913 war er Abgeordneter des Staates West Virginia im US-Repräsentantenhaus, von 1913 bis 1918 Solicitor General of the United States und von 1918 bis 1921 als Nachfolger von Walter Hines Page US-Botschafter im Vereinigten Königreich. Nach seiner Rückkehr aus London ließ er sich in Locust Valley (Long Island) im Nassau County nieder und eröffnete eine Anwaltskanzlei in der Wall Street in New York City, wo er bis kurz vor seinem Tod praktizierte.
Nachdem Davis bereits 1920 als einer der Geheimfavoriten für eine Nominierung gegolten hatte, stellte ihn die Demokratische Partei am 9. Juli 1924 als Kompromisskandidaten für die Präsidentschaftswahl auf; sein Vizepräsidentschaftskandidat war Charles W. Bryan, Gouverneur von Nebraska und jüngerer Bruder des dreimal erfolglosen Präsidentschaftskandidaten William Jennings Bryan. Die damals innerlich stark zerrissene Partei benötigte bei der Democratic National Convention im Madison Square Garden die Rekordzahl von 17 Versammlungstagen, bis mit Davis im 103. Wahlgang ein Kandidat bestimmt werden konnte. Der nach dem 100. Wahlgang noch führende Al Smith hatte seine Bewerbung zurückgezogen. Da Davis den Ku-Klux-Klan angeprangert hatte und als Solicitor General unter Präsident Woodrow Wilson für eine Stärkung der Wahlrechte der Afroamerikaner eingetreten war, büßte er in den Südstaaten (wo er dennoch teilweise knappe Mehrheiten erhielt) sowie landesweit bei konservativen Demokraten Stimmen ein. Mit 28,8 % der Stimmen und 136 Wahlmännern unterlag er deutlich dem republikanischen Amtsinhaber Calvin Coolidge (54 %, 382 Wahlmänner). Viele mit ihrer Partei unzufriedene demokratische Stammwähler – sowohl aus dem konservativen als auch aus dem linksliberalen Spektrum – entschieden sich für Robert M. La Follette von der Progressiven Partei, der sich einige klassische Positionen der Demokraten, wie etwa eine stärkere staatliche Kontrolle der Wirtschaft, zu eigen gemacht hatte. La Follette erhielt 16,6 % der Stimmen und 13 Wahlmänner.
Als Mitglied des National Advisory Council of the Crusaders trat Davis für die Abschaffung der Alkoholprohibition ein. 1921 war er Gründungspräsident des Council on Foreign Relations und von 1922 bis 1939 Kurator der Rockefeller-Stiftung. Seit 1924 war er Mitglied der American Philosophical Society.
John W. Davis gilt als einer der prominentesten und erfolgreichsten US-amerikanischen Rechtsanwälte in der ersten Hälfte des 20. Jahrhunderts. In 140 Fällen trat er vor dem Obersten Gerichtshof der Vereinigten Staaten auf, zuletzt 1952.
Davis heiratete am 20. Juni 1899 in Charlestown (West Virginia) die aus Kentucky stammende Julia Terrell McDonald, die am 17. August 1900 im Alter von 26 Jahren starb. Sie hatten eine gemeinsame Tochter, Julia McDonald Davis (1900–1993), die 1926 einer der ersten weiblichen Journalistinnen der Associated Press und später erfolgreiche Autorin von 21 Romanen und vier Theaterstücken wurde. Julia heiratete William McMillan Adams (1895–1986), den Sohn von Arthur H. Adams, Präsident der United States Rubber Company und Überlebender der Lusitania. In zweiter Ehe war John Davis seit dem 2. Januar 1912 mit Ellen Graham Bassel (1880–1943) verheiratet. Deren Schwester Caroline war die Ehefrau von Waldo Percy Goff, einem Sohn von Nathan Goff.
Sein Neffe war der spätere US-Außenminister Cyrus Vance.